# Стратосфера
Стратосфе́ра (от лат. stratum «настил, слой») — слой атмосферы, располагающийся на высоте от 11 до 50 км. Характерно незначительное изменение температуры в слое 11—25 км (нижний слой стратосферы) и повышение её в слое 25—40 км от −56,5 °С до +0,8 °С (верхний слой стратосферы или область инверсии). Достигнув на высоте около 40 км значения около 0 °C, температура остаётся постоянной до высоты около 55 км. Эта область постоянной температуры называется стратопаузой и является границей между стратосферой и мезосферой. Плотность воздуха в стратосфере в десятки и сотни раз меньше, чем на уровне моря.
Стратосфера представляет более однородную среду по сравнению с тропосферой. Так как плотность газа уменьшается с высотой, то относительная диэлектрическая проницаемость в стратосфере ≈1, она оказывает меньшее влияние на распространение радиоволн.
Именно в стратосфере располагается слой озоносферы («озоновый слой»; на высоте от 15—20 до 55—60 км), который определяет верхний предел жизни в биосфере. Озон (О3) образуется в результате фотохимических реакций наиболее интенсивно на высоте ~30 км. Общий объём О3, будь он сконцентрирован в одном отдельном слое, составил бы при нормальном давлении сплошной слой толщиной всего 1,7—4,0 мм.
В стратосфере задерживается большая часть коротковолновой части ультрафиолетового излучения (180—200 нм) и происходит трансформация энергии коротких волн. Под влиянием этих лучей изменяются магнитные поля, распадаются молекулы, происходит ионизация, новообразование газов и других химических соединений. Эти процессы можно наблюдать в виде северных сияний, зарниц и других свечений.
В стратосфере и более высоких слоях под воздействием солнечной радиации молекулы газов диссоциируют — на атомы (выше 80 км диссоциируют СО2 и Н2, выше 150 км — О2, выше 300 км — N2). На высоте 200—500 км в ионосфере происходит также ионизация газов, на высоте 320 км концентрация заряжённых частиц (О+2, О−2, N+2) составляет ~1/300 от концентрации нейтральных частиц. В верхних слоях атмосферы присутствуют свободные радикалы — ОН·, НО·2 и др.
В стратосфере почти нет водяного пара.

## Полёты в стратосфере
Полёты в стратосферу начались в 1930-х годах. Широко известен полёт на первом стратостате (FNRS-1), который совершили Огюст Пикар и Пауль Кипфер 27 мая 1931 года на высоту 16,2 км. В СССР полёты Пикара вызвали большой интерес, и в 1933—1934 годах были построены стратостаты «СССР-1» и «Осоавиахим-1». 30 сентября 1933 «СССР-1» конструкции К. Д. Годунова совершил полёт на высоту 19 км, установив новый мировой рекорд. Вместе с Годуновым стратостат пилотировали Э. К. Бирнбаум и Г. А. Прокофьев. 14 октября 2012 года состоялся проект Red Bull Stratos с участием австрийского парашютиста Феликса Баумгартнера, поднявшегося на высоту 39 километров установив новый мировой рекорд.
Современные боевые и сверхзвуковые коммерческие самолёты летают в стратосфере на высотах до 20 км ввиду более стабильных летных условий (хотя динамический потолок может быть значительно выше). Высотные метеозонды поднимаются до 40 км; рекорд для беспилотного аэростата составляет 53 км (это уже мезосфера).
В последнее время в военных кругах США большое внимание уделяют освоению слоёв стратосферы выше 20 км, часто называемых «предкосмосом» (англ. «near space»). Предполагается, что беспилотные дирижабли и самолёты на солнечной энергии (наподобие NASA Pathfinder) смогут длительное время находиться на высоте порядка 30 км и обеспечивать наблюдением и связью очень большие территории, оставаясь при этом малоуязвимыми для средств ПВО; такие аппараты будут во много раз дешевле спутников.

## Аэробиология
- Основная статья Аэробиология в стратосфере

Значимые аэробиологические исследования микробной жизни в стратосфере начались в 1935 году с миссии аэростата Explorer 2, обнаружившей бактерии родов Bacillus, Macrosporium, Aspergillus, Penicillium и Rhizopus на высоте до 21 км. Последующие эксперименты, включая индийские миссии 2001 и 2005 годов, выявили четыре новых вида бацилл на высотах 24-41 км. В стратосфере преобладают спорообразующие микроорганизмы из-за экстремальных условий: радиации, низких температур, давления (0,1-10 кПа), высыхания и недостатка питательных веществ.